# روس ن. ستيرلينغ
روس ن. ستيرلينغ (بالإنجليزية: Ross N. Sterling)‏ هو قاضي ومحامي أمريكي، ولد في 18 يناير 1931 في هيوستن في الولايات المتحدة، وتوفي بنفس المكان في 14 يناير 1988.